# Schafhof (Waischenfeld)
Schafhof ist ein Gemeindeteil der Stadt Waischenfeld im Landkreis Bayreuth (Oberfranken, Bayern). Schafhof liegt in der Gemarkung Löhlitz.

## Geografie
Die Einöde Schafhof liegt im zentralen Teil der Fränkischen Schweiz und am unteren Lauf des Schmierbaches, eines linken Zuflusses der Wiesent ist. Die Nachbarorte sind Löhlitz im Nordosten, Neusig und Kugelau im Südosten, Zeubach und Waischenfeld im Süden, Nankendorf im Südwesten und Aalkorb im Nordwesten. Die Einöde ist von dem zweieinhalb Kilometer entfernten Waischenfeld aus über die Staatsstraße 2191 und dann über die Kreisstraße BT 2 erreichbar, die in Nankendorf von der Staatsstraße abzweigt.

## Geschichte
Bis zur Gebietsreform in Bayern war Schafhof ein Gemeindeteil der Gemeinde Löhlitz im Landkreis Ebermannstadt. Die mit dem bayerischen Gemeindeedikt von 1818 gebildete Gemeinde hatte 1961 insgesamt 197 Einwohner, davon acht in Schafhof, das damals zwei Wohngebäude hatte. Als Löhlitz mit der Gebietsreform am 1. Januar 1972 nach Plankenfels eingemeindet wurde, wurde Schafhof ein Gemeindeteil davon. Später wurde Löhlitz am 1. Mai 1977 nach Waischenfeld umgegliedert, womit auch Schafhof zu einem Gemeindeteil dieser Stadt wurde. Mittlerweile besteht der Ort aus drei Wohngebäuden.